# Showery Tor

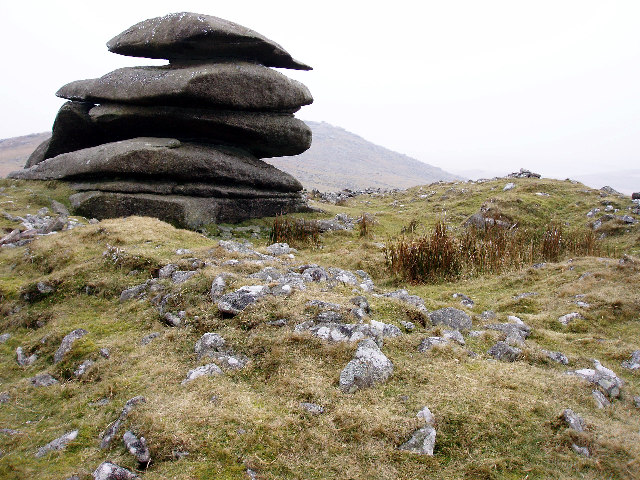
Showery Tor

Showery Tor ist ein Gipfel einer Hügelkette im Bodmin Moor, bei St. Breward, östlich von Camelford in Cornwall in England, deren höchste Erhebung der Rough Tor (400 m), eine so genannte „Tor enclusore“ ist. Showery Tor ist bekannt für seine Felsformationen und vorgeschichtliche Denkmäler.
Der Steinhügel, den Craig Weatherhill in „Cornovia: Ancient Sites of Cornwall & Scilly“ beschrieb, ist eine fünf Meter hohe natürliche Formation abgewetterten Granits, die artifiziell von einem massiven Hügel aus Steinen mit einem Durchmesser von 30 m und einer Höhe bis zu 1,2 m umgeben ist. Die natürliche Formation wurde als Fokus für ein vermutlich bronzezeitliches Monument ausgewählt. Da keine Ausgrabungen vorgenommen wurden, ist jedoch unbekannt, wie viele oder ob überhaupt Begräbnisse mit diesem Ring Cairn zu verbinden sind. Die Anlage wird auf rund 2500 v. Chr. datiert.